# Scinax littoralis
Scinax littoralis är en groddjursart som först beskrevs av Pombal och Marcelo Gordo 1991.  Scinax littoralis ingår i släktet Scinax och familjen lövgrodor. IUCN kategoriserar arten globalt som livskraftig. Inga underarter finns listade i Catalogue of Life.